# Larrousse LH95
Vous lisez un « article de qualité » labellisé en 2017.
Chronologie des modèles (1995)
Larrousse LH94 Aucun
La Larrousse LH95 est un prototype de monoplace de Formule 1 conçue par les ingénieurs Robin Herd, Tino Belli et Michel Têtu pour l'écurie Larrousse dans le cadre de la saison 1995 de Formule 1. Censée être équipée d'un moteur V8 Ford-Cosworth DFV, elle aurait dû être pilotée par les Français Christophe Bouchut et Éric Bernard mais, faute de moyens financiers suffisants, n'a jamais été construite.
Endetté à hauteur de 35 millions de dollars à l'issue de la saison 1994, Gérard Larrousse tente de nouer un partenariat avec l'écurie de Formule 3000 DAMS qui prépare son arrivée en Formule 1. Après plusieurs mois de négociations, DAMS refuse de confier son prototype GD-01 à Larrousse, préférant reporter son entrée dans la catégorie-reine du sport automobile à 1996. Larrousse vend alors 50 % des parts de son écurie à Laurent Barlesi et Jean Messaoudi qui, par l'intermédiaire du projet Junior Team F1, tentent, à un mois du début de saison, de lancer la construction de la LH95 qui n'existe que sur le papier.
Malgré l'idée de commencer le championnat avec une version B de la LH94 en attendant la préparation de la LH95 pour le Grand Prix de Saint-Marin, les problèmes financiers et judiciaires de Larrousse, en litige avec ses anciens partenaires Patrick Tambay et Michel Golay, poussent l'écurie à la faillite, mettant un terme à sa participation en Formule 1.

## Contexte

### Un champion français de sport automobile crée son écurie

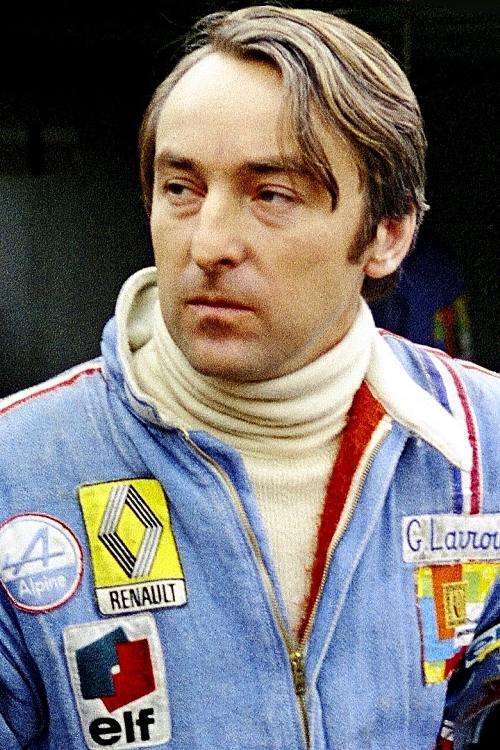
Gérard Larrousse (ici en 1975), le fondateur de l'écurie éponyme.

En 1986, Gérard Larrousse, vainqueur des 24 Heures du Mans 1973 et 1974, devenu successivement directeur sportif de l’Équipe Renault puis de Ligier en 1985 et 1986, fonde sa propre écurie de Formule 1. Afin de trouver des fonds, il s’associe à l’homme d’affaires Didier Calmels. La nouvelle écurie Larrousse est engagée dès la saison 1987. Dotée de moyens modestes, l’écurie fait appel à Lola Cars pour la fourniture du châssis et à Ford-Cosworth pour la motorisation ; le bloc atmosphérique DFZ, bien moins compétitif que les autres moteurs turbocompressés, a néanmoins l’avantage de la fiabilité.
Les débuts sont modestes puisqu'il faut attendre le huitième Grand Prix de la saison, en Allemagne, pour que Philippe Alliot, unique pilote de l’équipe, marque le premier point de son histoire en terminant sixième. Cette performance, rééditée en Espagne, pousse Larrousse à engager une deuxième monoplace, confiée à Yannick Dalmas, qui termine notamment cinquième de la dernière manche, en Australie. Sa monoplace n’étant pas inscrite pour l’ensemble de la saison, n'est pas éligible au championnat du monde et les deux points marqués ne sont pas comptabilisés.

### Stagnation, difficultés financières et projet manqué avec Peugeot

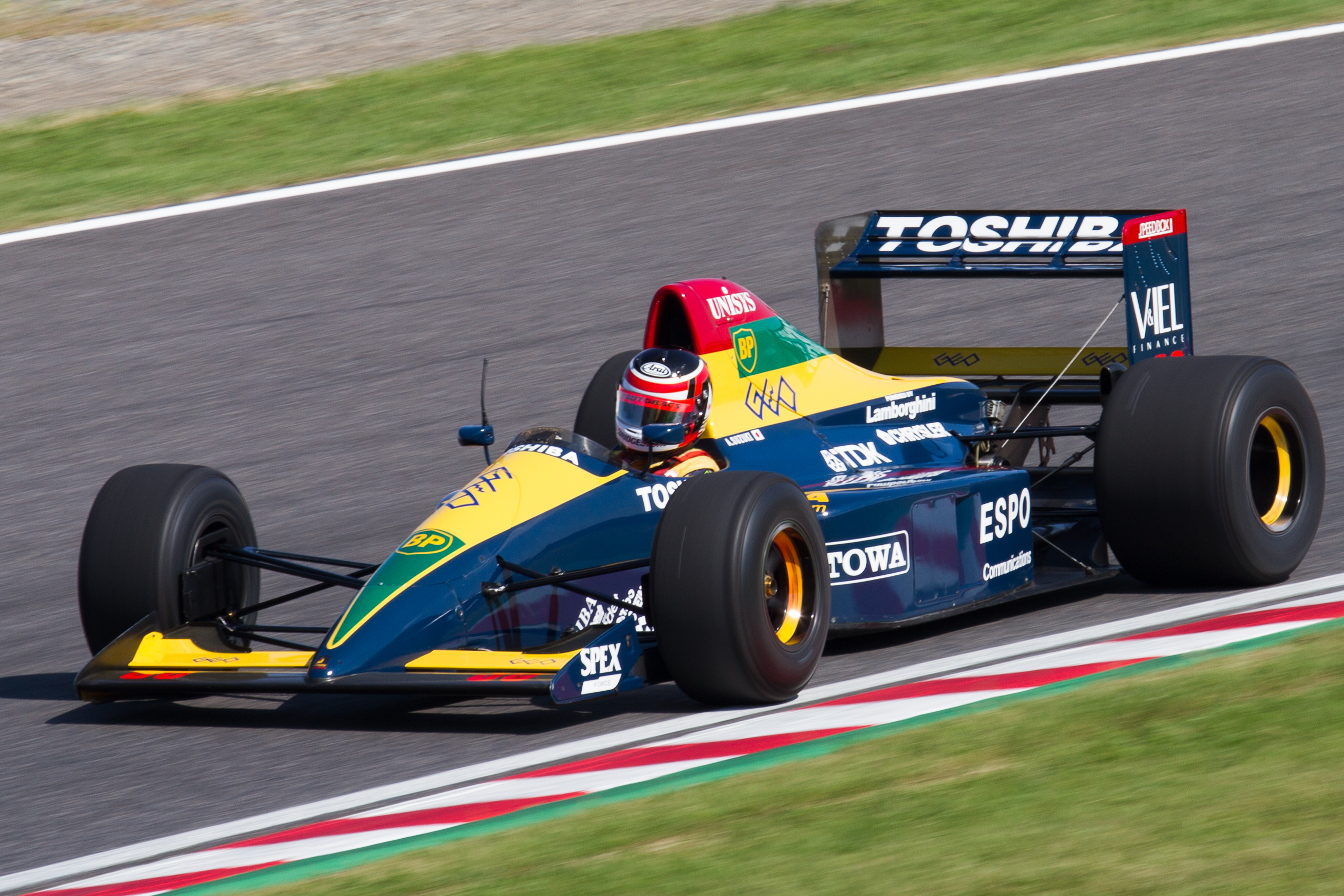
Au volant de la Lola 90, Aguri Suzuki obtient l'unique podium de Larrousse.

La deuxième saison de Larrousse en Formule 1 se révèle être bien plus difficile que la précédente. Au volant d'une Lola LC88 fragile et lourde, ni Alliot, ni Dalmas ne sont en mesure de marquer le moindre point, l'écurie terminant non classée. En 1989, le moteur V12 Lamborghini remplace le Ford-Cosworth mais Calmels est inculpé pour meurtre, ce qui ajoute une nouvelle difficulté à l'écurie. 
Malgré le passage difficile des préqualifications à partir de la mi-saison, Alliot marque un point au Grand Prix d'Espagne. Il faut néanmoins attendre le Grand Prix du Japon 1990 pour voir un pilote Larrousse sur le podium, puisqu'Aguri Suzuki termine troisième grâce à l'abandon des favoris de la course. 
N'ayant pas renseigné Lola Cars comme le constructeur de ses monoplaces en 1990, Larrousse perd le bénéfice des points marqués mais est dispensé de préqualifications pour la saison 1991, lors de laquelle Éric Bernard est victime d'un grave accident au Japon. En 1992, Venturi remplace Lola et achète des parts dans l'écurie qui n'obtient qu'un point, marqué par Bertrand Gachot à Monaco.
Courant de l'année 1993, Gérard Larrousse entame des négociations avec le constructeur français Peugeot. Parmi ses décisionnaires, Jean Todt envisage de fonder une écurie en partant d'une feuille blanche quand Jean-Pierre Jabouille préfère simplement fournir Larrousse en moteur. Finalement, Peugeot signe une lettre d'intention de rachat de la petite écurie pour 1994. L'assurance d'un avenir sportif et financier obtenu, Larrousse signe un partenariat avec BSN pour un montant de 90 millions de francs. Cependant, McLaren, bien plus compétitive et à la recherche d'un nouveau moteur, convainc Peugeot de la motoriser exclusivement. Le contrat liant BSN à Larrousse est révisé à la baisse, puisque seul un tiers du montant prévu est reversé à l'écurie. La saison 1994 devient dès lors très compliquée pour la modeste équipe française, qui va aligner six pilotes pour tenter d'assurer sa survie à court terme,. Grâce à Érik Comas, elle parvient à glaner deux points lors des Grand Prix du Pacifique et d'Allemagne.

## Tentative avortée d'engagement en 1995

### Échec de l'association avec DAMS
Après huit années de présence en Formule 1, l'écurie Larrousse fait face à de graves problèmes financiers : en effet, la société affiche un déficit d'exploitation non comblé de 35 millions de francs à l'issue de la saison 1994,. Patrick Tambay, à qui Gérard Larrousse a vendu 26 % de sa société, se retourne contre son associé qu'il accuse d'avoir présenté un bilan financier falsifié n'affichant que 11 millions de francs de pertes. La Société Batimat, un des créanciers, demande même l'expulsion de Larrousse des locaux qu'elle occupe à Signes. Les observateurs estiment d'ailleurs que le changement de réglementation technique de la Formule 1 pour 1995, qui doit notamment renforcer la sécurité des monoplaces, pourrait être fatal à Larrousse qui n'a pas les moyens de concevoir une nouvelle voiture.
Larrousse noue des contacts avec Jacques Calvet qui dirige le groupe PSA Peugeot Citroën mais n'obtient pas le soutien du constructeur automobile. Gérard Larrousse pense, un temps, renflouer son équipe en s'associant avec Jean-Paul Driot, le propriétaire de l'écurie de Formule 3000 DAMS qui espère s'engager en Formule 1 dès 1995. En effet, les problèmes financiers et les frictions entre Larrousse, Tambay, l'ingénieur Robin Herd et Michel Golay, concessionnaire Ferrari en Suisse, ont entraîné des retards dans la production de la LH95 dont les plans sont prêts. Incapable de produire cette monoplace pour le début de saison, Larrousse, après s'être tourné vers son ancien fournisseur, Lola Cars qui a refusé tout partenariat en raison d'impayés, se tourne vers DAMS qui possède un châssis (GD-01) conçu par Reynard Motorsport et construit par la société lilloise SNPE qui fabrique déjà les Simtek S951. Or, Larrousse ne dispose pas d’usine mais d’un simple atelier de montage tandis que DAMS dispose de ses propres structures au Mans. L'écurie de Formule 3000 ne se montre pas intéressée par la proposition de Larrousse et préfèrerait prendre le contrôle total de son équipe. Le fait que Larrousse souhaite vendre son équipe au prix fort n'est toutefois pas du goût de Driot.
Début février 1995, les négociations sont toujours au point mort. DAMS a décidé de repousser son engagement en Formule 1 à 1996 en rachetant Larrousse, dont le propriétaire souhaite continuer en Formule 1 en utilisant l'unique châssis construit par Reynard. Ce châssis ne dispose d'aucune pièce de rechange et Larrousse n'a pas les moyens d'en commander un second pour le début de saison. DAMS refuse de vendre son châssis et espère la disparition de l'écurie française ; elle pourrait ainsi racheter l'équipe moribonde à moindre frais et disposer d'une structure de base pour préparer son arrivée en 1996. De plus, DAMS compte sur d'éventuelles subventions de l'État français : Ligier étant devenue une propriété britannique, elle pourrait toucher 120 millions de francs de la part du gouvernement au titre du « fonds tabac » lié à la loi Évin et même convaincre Peugeot de lui fournir des moteurs,. Finalement, DAMS rompt les négociations, Driot déclarant : « Je ne veux pas entrer en Formule 1 à n'importe quel prix… »,.
Larrousse essuie de nouveaux revers après avoir successivement démarché la Seita, Total et la FFSA.

### Reprise par Junior Team F1

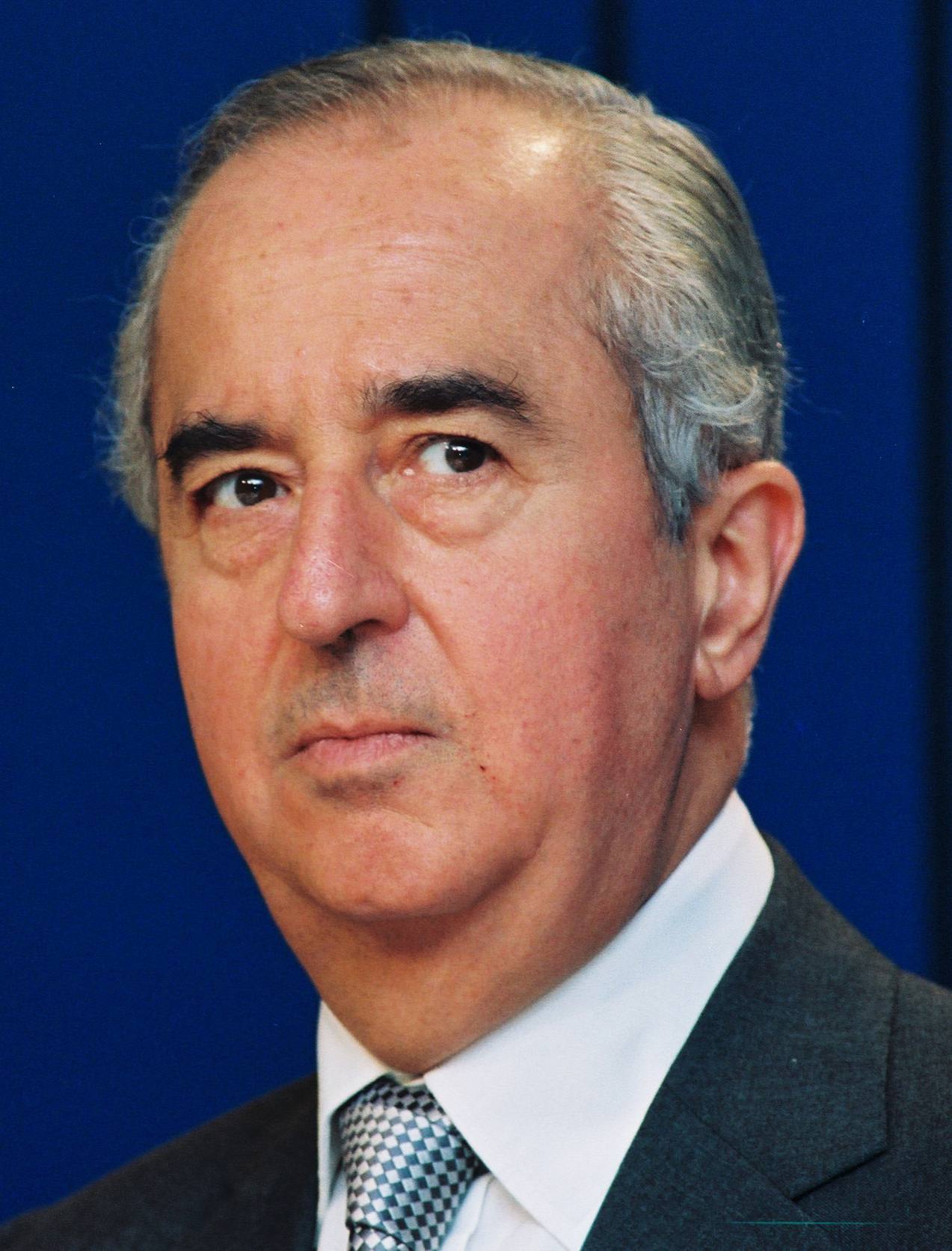
Le Premier ministre français Édouard Balladur est sollicité afin que son gouvernement accorde des subventions supplémentaires à l'écurie.

Le 21 février, Laurent Barlesi et Jean Messaoudi sont autorisés par le tribunal de commerce de Toulon à reprendre l'entreprise en location-gérance, moyennant l'injection d'un million de dollars annuel pendant quatre ans pour éponger les dettes de Larrousse. Disposant de 50 % du capital de l'écurie, ils créent la structure Junior Team F1,. Les repreneurs annoncent disposer de 30 millions de francs émanant de sponsors asiatiques, dont la moitié venant du pétrolier malaisien Petronas, pour remettre l'écurie à flot pour une partie de la saison 1995. Le protocole d'accord avec le tribunal stipule qu'ils ont jusqu'au 16 mars pour apporter les fonds. Dès lors, Larrousse demande à son directeur technique Michel Têtu de modifier la Larrousse LH94 afin de la mettre en conformité avec la nouvelle réglementation. La monoplace, simple évolution de la LH93, elle-même dérivée de la Venturi LC92, est donc condamnée au fond de grille. Cette nouvelle voiture doit être conçue par GenTech (UK) Ltd, société qui remplace le bureau d'études Larrousse UK Ltd. De son côté, Jean-Marie Balestre, le président de la Fédération française du sport automobile, rencontre le Premier ministre Édouard Balladur pour le convaincre de soutenir financière l'écurie,.
Fin février, l'ingénieur Tim Holloway quitte l'équipe française pour rejoindre Jordan Grand Prix en qualité d'ingénieur d'exploitation. Barlesi et Messaoudi chargent Steve Nichols, via son bureau d'études Racing Car Technologies Ltd, de reprendre les plans de la LH95 conçue par Tino Belli, patron de l'ancien bureau Larrousse UK Ltd, et de la préparer pour le troisième Grand Prix de la saison, à Imola. La LH94 qui doit disputer les deux premières manches du championnat, est trop lourde et ne répond pas aux critères de sécurité édictés par la FIA. Début mars, dans un communiqué de presse, Gérard Larrousse annonce que son écurie est en faillite afin d'inciter Édouard Balladur à débloquer des fonds,.
Larrousse prévoit d'aligner les Français Érik Comas et Emmanuel Collard, Éric Hélary et Christophe Bouchut, qui ont piloté pour Messaoudi en Formule Ford 1600, étant également pressentis. Comas annonce s'engager avec DAMS afin de tester la GD-01 et préparer l'arrivée de l'écurie de Formule 3000 dans la discipline-reine en 1996 et Collard prétend à un poste de pilote-essayeur chez Benetton Formula. Enfin, des rumeurs insistent sur la possible arrivée d'Éric Bernard alors que les ingénieurs préféreraient la titularisation du Colombien Elton Julian qui les a impressionné lors d'essais privés sur le circuit du Castellet à l'automne 1994 au volant de la LH94.

### Problèmes financiers et judiciaires

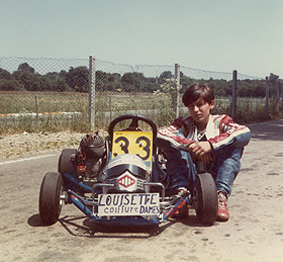
Christophe Bouchut (ici en 1980) devait faire ses débuts en Formule 1 en 1995.

Dix jours avant le début de la saison, le gouvernement français, par l'intermédiaire du Premier ministre Édouard Balladur, annonce que l'écurie n'obtiendra pas plus de 6 millions de francs de subvention de la part de l'État au lieu des 15 millions reçus l'année précédente au titre du « fonds tabac » lié à la Loi Évin. Laurent Barlesi accepte alors de verser 450 000 francs à Larrousse pour lui accorder un peu de sursis,. 
Le châssis Larrousse LH95 n'étant toujours pas prêt et les ingénieurs n'ayant pu modifier à temps la LH94, les patrons de l'écurie demandent à la FIA l'autorisation de manquer deux premiers Grands Prix de la saison et de commencer le championnat à partir du Grand Prix de Saint-Marin avec deux châssis LH95 confiés à Bouchut et Bernard. Le premier s'est distingué par un titre de champion de France de Formule 3 en 1991 et par une victoire aux 24 Heures du Mans 1993 ; le second a commencé sa carrière avec Larrousse entre 1989 et 1991, date à laquelle il a subi un accident au Japon : la jambe brisé, il ne revient véritablement en compétition qu'en 1994 avec Ligier mais son potentiel n'est plus le même qu'à ses débuts (il décroche néanmoins un podium à Hockenheim). Larrousse annonce également la nomination d'Éric Hélary en qualité de pilote-essayeur. 
Condamnée à 2 millions de dollars d'amende par course manquée, l'écurie tente, en vain, de convaincre la FIA de renoncer à cette sanction, arguant que cela aiderait à maintenir l'équipe en vie. De plus, Heini Mader, qui prépare les blocs Ford-Cosworth pour Larrousse, ne souhaite pas renouveler son partenariat en raison de factures impayées. Ford, par la voix du président de sa filiale européenne Peter Gilitzer, annonce que Larrousse doit préalablement payer ses dettes pour disposer des moteurs commandés, d'autant que ses autres clients Simtek et Pacific Grand Prix, rencontrent également des difficultés de paiement. Petronas déclare ne pas honorer son contrat de partenariat tant que la LH95 ne sera pas en piste. Enfin, Patrick Tambay et Michel Golay, les anciens copropriétaires de l'écurie, engagent des poursuites contre Gérard Larrousse afin d'être dédommagés,,,. 
Fin avril, Larrousse, en faillite, déclare forfait pour le Grand Prix de Saint-Marin mais espère revenir en Formule 1 en 1996, ce qui parait improbable eu égard aux problèmes financiers et judiciaires auxquels est confronté Gérard Larrousse qui accuse notamment ses associés de n'avoir jamais investi l'argent promis. Un des fournisseurs de l'écurie, SAG Communications, décide également de poursuivre l'écurie en justice pour impayés,.

## Résultats en championnat du monde de Formule 1
| Saison | Écurie           | Moteur               | Pneus    | Pilotes            | Courses | Courses | Courses | Courses | Courses | Courses | Courses | Courses | Courses | Courses | Courses | Courses | Courses | Courses | Courses | Courses | Courses | Points inscrits | Classement |
| Saison | Écurie           | Moteur               | Pneus    | Pilotes            | 1       | 2       | 3       | 4       | 5       | 6       | 7       | 8       | 9       | 10      | 11      | 12      | 13      | 14      | 15      | 16      | 17      | Points inscrits | Classement |
| ------ | ---------------- | -------------------- | -------- | ------------------ | ------- | ------- | ------- | ------- | ------- | ------- | ------- | ------- | ------- | ------- | ------- | ------- | ------- | ------- | ------- | ------- | ------- | --------------- | ---------- |
| 1995   | Équipe Larrousse | Ford-Cosworth DFV V8 | Goodyear |                    | BRÉ     | ARG     | SMR     | ESP     | MON     | CAN     | FRA     | GBR     | ALL     | HON     | BEL     | ITA     | POR     | EUR     | PAC     | JAP     | AUS     | 0               | Nc         |
| 1995   | Équipe Larrousse | Ford-Cosworth DFV V8 | Goodyear | Christophe Bouchut |         |         | Forf    |         |         |         |         |         |         |         |         |         |         |         |         |         |         | 0               | Nc         |
| 1995   | Équipe Larrousse | Ford-Cosworth DFV V8 | Goodyear | Éric Bernard       |         |         | Forf    |         |         |         |         |         |         |         |         |         |         |         |         |         |         | 0               | Nc         |

Légende : ici 